# Dursunbey
Dursunbey là một huyện thuộc tỉnh Balıkesir, Thổ Nhĩ Kỳ. Huyện có diện tích 1948 km² và dân số thời điểm năm 2007 là 46938 người, mật độ 24 người/km².